# Festival Musique en Brionnais
 (février 2022).
Musique en Charolais-Brionnais est un festival annuel de musique de chambre fondé en 2005 par la pianiste franco-brésilienne Juliana Steinbach. Il a lieu chaque été, la première semaine d'août, dans les églises romanes de Bourgogne du sud et propose des concerts en matinée et soirée, mais aussi des conférences et des promenades de découverte du patrimoine du Charolais - Brionnais.

## Historique
Le Festival Musique en Brionnais  a été fondé en 2005 par la pianiste Juliana Steinbach et plusieurs mélomanes passionnés par le patrimoine de Bourgogne du Sud. L’association constituée, Musique et Patrimoines en Charolais-Brionnais, organisatrice du festival, a ainsi pour vocation d’organiser et de promouvoir des évènements musicaux, artistiques et culturels en Charolais-Brionnais, pour " conjuguer la richesse du patrimoine culturel avec le talent de jeunes concertistes internationaux. "

## Lieux des concerts
Les concerts ont principalement lieu dans trois églises romanes du  Charolais - Brionnais : l'Église Notre-Dame-de-la-Nativité de Bois-Sainte-Marie, où se tient le concert d'ouverture, traditionnellement un récital de piano, ainsi que le concert de clôture ; l'église paroissiale romane de Suin où ont lieu les concerts dédiés aux cordes ; et l'église de Varenne-l'Arconce. À cela s'ajoute l'église romane Notre-Dame de l'Assomption de Gourdon où se tient chaque année un concert en matinée.
En 2016, le gala d'ouverture a lieu dans la Basilique de Paray-le-Monial.

## Actualité
La dixième édition s'est déroulée du 28 juillet au 3 août 2014. Sa programmation était consacrée principalement à  Beethoven.

La vingtième édition s'est déroulé du 27 juillet au 4 août 2024.